# Paul Scully-Power
Paul Desmond Scully-Power AM (* 28. Mai 1944 in Sydney, Australien) ist ein ehemaliger US-amerikanisch-australischer Astronaut.

## Ausbildung
Scully-Power ist gebürtiger Australier und erhielt 1982 die US-Staatsbürgerschaft. Er studierte angewandte Mathematik an der University of Sydney.
Scully-Power nahm als Wissenschaftler an zahlreichen Forschungs-Seefahrten teil. Im Januar 1967 trat er in die australische Marine ein. Von Juli 1972 bis März 1974 war er als Austauschwissenschaftler bei der United States Navy in Connecticut und Washington, D.C. Während dieser Zeit wurde er eingeladen, dem Erdbeobachtungsteam des Skylab-Programms zu assistieren.
Im Oktober 1977 wanderte er in die USA aus.

## Astronautentätigkeit
Im Juni 1984 wurde Scully-Power als Nutzlastspezialist von der NASA ausgewählt. Zu dieser Zeit war er ziviler Angestellter des Naval Undersea Warfare Center.

### STS-41-G
Am 5. Oktober 1984 startete Scully-Power als Nutzlastspezialist mit der Raumfähre Challenger zu seiner ersten Mission (STS-41-G) ins All. Neben dem Earth Radiation Budget Satellite wurden eine Vielzahl von Experimenten mitgeführt.

## Nach der NASA
Scully-Power kehrte 1996 nach Australien zurück und fing bei einer ozeanographischen Beraterfirma an. Nach einer Gesetzesänderung im Jahr 2002 reaktivierte er seine australische Staatsbürgerschaft.
Derzeit ist er Vorsitzender seiner eigenen Hochtechnologie-Beratungsfirma Prime Solutions Pacific.
Für seine Verdienste um die Wissenschaft in den Bereichen Ozeanographie und Weltraum-Fernerkundung sowie um die Gemeinschaft durch Beiträge zu einer Reihe von staatlichen Aufsichtsbehörden und durch die Sensibilisierung der Öffentlichkeit für Naturschutzfragen wurde er 2004 zum Member des Order of Australia ernannt.

## Privates
Paul Scully-Power ist verheiratet und hat sechs Kinder.